# 2022年东盟残疾人运动会
2022年东盟残疾人运动会，是第11届东盟残疾人运动会（英語：11th ASEAN Para Games），于2022年7月30日至8月6日在印尼梭罗举办，所有东南亚地区的11个国家均参加该赛事。
第11届东盟残疾人运动会原定于2021年在越南举办，后来受2019冠状病毒病疫情影响，越南放弃赛事主办权。随后印尼接受主办该赛事，比赛也改期至2022年7月23日至30日，后来再推迟至2022年7月30日至8月6日。

## 主办国候选
根据原计划，2021年东南亚运动会主办国越南将举办该赛事。然而2019冠状病毒病疫情持续困扰越南在内的全球各地，给比赛的举办带来挑战。比赛原定在2021年12月17日至23日进行，后来越南宣布放弃该赛事主办权，同时2021年东南亚运动会也推迟至2022年5月进行。越南也无缘继2003年之后第二次主办东盟残疾人运动会。
在越南放弃主办权后，马来西亚和印尼均表示愿意接手主办该赛事。菲律宾也表示支持将比赛移至一个愿意主办的国家，尽管比赛项目可能会减少。
2022年1月，印尼梭罗获得该届比赛主办权。然而此时印尼仍然受到世界反兴奋剂组织的制裁，无法主办国际比赛。后来世界反兴奋剂组织于2022年2月16日解除对印尼的制裁，印尼才正式确认主办该赛事。

## 比赛场馆
大多数比赛场馆均位于梭罗市区内，梭罗附近的卡朗安耶原本举办3个大项的比赛，后来由于卡朗安耶游泳场馆准备不足，游泳项目被迫移至三寶壟进行。
| 城市     | 比赛场馆                    | 项目               |
| 梭罗     | 马纳汉体育中心              | 马纳汉体育中心     |
| 梭罗     | 马纳汉体育场                | 田径               |
| 梭罗     | 马纳汉网球场                | 轮椅网球           |
| 梭罗     | 印尼三一大学                |                    |
| 梭罗     | 印尼三一大学体育学院体育馆  | 盲人门球、硬地滚球 |
| 梭罗     | 印尼三一大学体育场          | 七人制足球         |
| 梭罗     | 其他                        |                    |
| 梭罗     | 穆罕马迪亚梭罗大学          | 羽毛球             |
| 梭罗     | 梭罗Paragon宾馆             | 举重               |
| 梭罗     | 梭罗Techno公园              | 乒乓球             |
| 梭罗     | Kota Barat场                | 射箭               |
| 梭罗     | Tirtonadi会议中心           | 柔道               |
| 梭罗     | Sritex Arena体育馆          | 轮椅篮球           |
| 卡朗安耶 | Lorin宾馆                   | 国际象棋           |
| 卡朗安耶 | Tunas Pembangunan大学体育馆 | 坐式排球           |
| 三寶壟   | Jatidiri体育中心            | 游泳               |

## 参赛代表团
所有11个东盟残疾人运动联合会的成员国均参加该届比赛。
- 柬埔寨
- 印度尼西亞（主办国）
- 马来西亚
- 緬甸
- 菲律賓
- 新加坡
- 泰國
- 东帝汶
- 越南

## 比赛项目
2020年12月，东盟残疾人运动联合会批准了预定在该届赛事举办的11个大项，当时越南尚未放弃该赛事主办权。七人制足球、自行车、坐式排球和轮椅篮球均因财政原因未能成为比赛项目。在印尼接手主办后，七人制足球、坐式排球和轮椅篮球也被加入到比赛项目名单当中。
| \| - 射箭 - 田径 - 羽毛球 - 硬地滚球 - 国际象棋 \| - 七人制足球 - 盲人门球 - 柔道 - 力量举重 - 坐式排球 \| - 游泳 - 乒乓球 - 轮椅篮球 - 轮椅网球 \| |                                                      |                                       |
| - 射箭 - 田径 - 羽毛球 - 硬地滚球 - 国际象棋 | - 七人制足球 - 盲人门球 - 柔道 - 力量举重 - 坐式排球 | - 游泳 - 乒乓球 - 轮椅篮球 - 轮椅网球 |

## 奖牌榜
*   主办国家/地区（印度尼西亞）
| 排名                 | 代表团               | 金牌 | 銀牌 | 銅牌 | 总计 |
| -------------------- | -------------------- | ---- | ---- | ---- | ---- |
| 1                    | 印度尼西亞（INA）*   | 175  | 144  | 107  | 426  |
| 2                    | 泰國（THA）          | 117  | 113  | 88   | 318  |
| 3                    | 越南（VIE）          | 65   | 62   | 55   | 182  |
| 4                    | 马来西亚（MAS）      | 36   | 20   | 13   | 69   |
| 5                    | 菲律賓（PHI）        | 28   | 30   | 46   | 104  |
| 6                    | 緬甸（MYA）          | 14   | 12   | 17   | 43   |
| 7                    | 柬埔寨（CAM）        | 7    | 10   | 11   | 28   |
| 8                    | 新加坡（SGP）        | 7    | 9    | 11   | 27   |
| 9                    | 东帝汶（TLS）        | 5    | 2    | 5    | 12   |
| 10                   | （BRU）              | 1    | 0    | 3    | 4    |
| 11                   | （LAO）              | 0    | 2    | 7    | 9    |
| 总计（共11个代表团） | 总计（共11个代表团） | 455  | 404  | 363  | 1222 |